# Stazione di Crepegliano

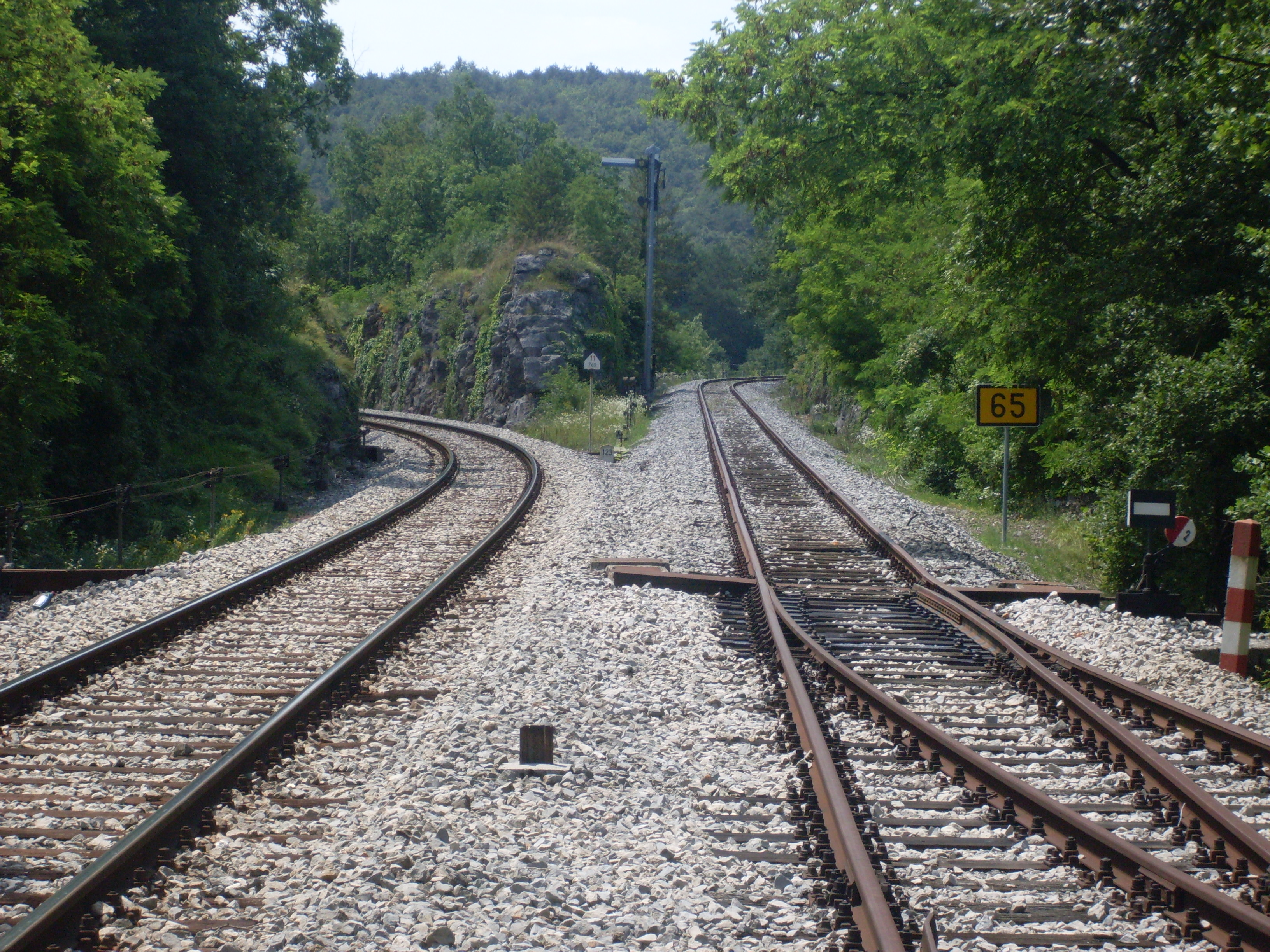
Campeggio a Crepegliano - lasciato verso Sesana, diritto (a destra) verso Monrupino e Opicina

La stazione di Crepegliano (in sloveno Kreplje) è una fermata ferroviaria posta sulla linea Jesenice-Trieste (Transalpina). Serve il piccolo centro abitato di Crepegliano, frazione di Sesana.

## Storia
La fermata venne attivata dalla Amministrazione Jugoslava nel secondo dopoguerra, molti anni dopo dall'apertura della linea Jesenice-Trieste avvenuta nel 1906.
È dotata di un posto di controllo movimento, essendo posta sul bivio per Monrupino e Opicina, realizzato sempre nel dopoguerra dalla Jugoslavia in conseguenza della costruzione del raccordo interno allo stato Jugoslavo tra Kreplje e Sesana. Il posto, che controlla gli scambi ed i segnali di protezione ad ala, ancora con tecnologia tradizionale meccanica, non è presidiato se non occasionalmente, in quanto la tratta verso Monrupino e Opicina è percorsa solo da rarissimi treni turistici. Dal 1991 appartiene alla rete slovena (Slovenske železnice).